# Chiaucingo
La Localidad de Chiaucingo está situado en el Municipio de Cualác  en el Estado de Guerrero,
es la segunda Localidad en el municipio, con el mayor número de habitantes después de su cabecera Municipal.
Chiaucingo proviene del Náhuatl que significa Lugar donde brota el agua.
Tiene 1331 habitantes y se encuentra a 1365 metros de altitud.
En Chiaucingo el 53.76% de los adultos habla alguna lengua indígena.
Chiaucingo cuna de los Tigres,con su emblemática mascara amarilla y negra,conocida en diferentes estados del país.
Sus fiestas más importante es:
1, 2 y 3 de mayo en honor al (Señor de Chalma),
28 de agosto en honor al (san Agustín),
29 de septiembre en honor al (San Miguel Arcángel),
20 de diciembre en honor a la (virgen de Guadalupe).
Son numerosos los milagros que los fieles le atribuyen al Señor de Chalma, la mayoría de ellos registrados en exvotos que dan fe de estos portentos realizados,desde la curación de enfermos, hasta salir ilesos de fuertes accidentes o ser protegidos por el Señor durante un asalto violento.

## Origen de la localidad
Chiaucingo proviene del Nahuatl Chiaui: qué significa lugar donde brota el agua ya que hay barrancas en donde el agua no se seca. Pertenece al municipio de Cualác en la parte baja de la Región de la montaña del Estado de Guerrero.
Enclavada al pie del cerro Cistepec se ubica en una hondonada a lo largo de una barranca que lo atraviesa de Oriente a poniente.

### Historia de la localidad
Existe un consenso que se le nombró Chiaucingo porque en la Localidad había gran cantidad de agua. Etimológicamente su nombre proviene de la lengua náhuatl. Sin embargo hay quienes sostienen que se llama Chiaucingo por la frondosa Ceiba que se encontraba frente a la iglesia y su nombre original era Chapancingo.

### Fundación
La fundación según un documento anónimo, citado a personas de la localidad, fue en 1750, por personas nahuas provenientes del estado de Puebla. Sin embargo esta fecha es muy dudosa debido a que no especifica sus fuentes y no da más argumentos. Pero existe un documento en el archivo general de la nación, fechado el 28 de noviembre de 1679, donde se menciona al pueblo de Chiaucingo, Perteneciente a la cabecera de Olinalá y al partido de Tlapa de Comonfort".

### Pertenencias políticas
Chiaucingo es la segunda Localidad en el municipio, con el mayor número de habitantes después de su cabecera Municipal.

## Lengua
En la Localidad la lengua materna es Nahuatl, pero con el transcurso del tiempo está se ha ido perdiendo y algunos factores que han influido son la Migración, Discriminación, desinterés de las personas, la Vergüenza, entre otros.
De acuerdo a cálculos estadísticos que se realizaron, un solo un 20% de las personas hablan el Nahuatl, y el 80% habla el español.

### Artesanía
Los habitantes de la Localidad de Chiaucingo se dedican a la elaboración de diferentes artesanías como comales, ollas de Barro, morrales de Ixtle, máscaras de tigre, animales de madera.

## Ubicación
La Localidad de Chiaucingo, Municipio de Cualác, está a 1365 m s. n. m. entre los municipios de Olinalá y Cualac, situado en la parte baja de la región de la montaña del Estado de Guerrero; la distancia de Tlapa de Comonfort a la Localidad de Chiaucingo es de aproximadamente una hora y media.

### Superficie territorial
Datos del comisaríado y la información del levantamiento de cinta y fondo legal de la Localidad señalan que la superficie es de 108.06 hectáreas.

### Ubicación geográfica
|                         | Norte: Olinala           |              |
| Oeste: El Nuevo Paraíso |                          | Este: Cualác |
|                         | Sur: San Martín Jolalpán |              |

## Orografía
Se encuentra formado por diversos tipos de zonas occidentales que están localizadas al este y al oeste con pendientes y escarpadas montañas; las zonas semiplanas
Se ubican en el centro y norte, formando lomerios con pendientes regulares. La Población se encuentra ubicada en una zona occidentada.
Los cerros que se encuentran alrededor de la Población la más importante y sobresale es el cerro Cistepec.
Los tipos de suelo que existen en la Población son distintos tipos que dependiendo de las características que presentan los suelos se clasifican de la siguiente manera:
El negro (acrisol) en este tipo de Suelo se practica la Agricultura; el maíz frijol y las hortalizas.
Arcilloso la cual es utilizada para la artesanía de Barro.
La tierra gris.
Colorada.

### Flora
La Vegetación es selva baja caducifolia en donde encontramos que la principal característica es que sus árboles tiran las hojas en épocas de secas; también tiene bosque de coníferas, Encinos,árbol mango Cacahuananche, perote, Copal, Guamúchil y ámate blanco, Zapotillo, Linaloe, Huizache, Tehuaxtle, Espino blanco, Palo dulce, Ahuacacoxtle, Amate blanco, Tepehuaje.
En árboles frutales encontramos: Mango, Guamúchil, Tamarindo, Guayaba, Plátano, Ciruela, Caña, Zapote, Nanche, Anona, Pitaya.

### Fauna
En este lugar la fauna está compuesta por diferentes tipos de especies como son: tlacuache, coyote, ardilla, armadillo, Iguana, zorrillo, Puerco espín, zorro, venado, conejo, Mapache, Liebre, tuza, tlacumalta, comadreja y tejón.